# Lee Kun-hee
Lee Kun-hee (hangul: 이건희, hanja: 李健熙), född 9 januari 1942 i Uiryeong i Södra Gyeongsang, död 25 oktober 2020 i Seoul, var en sydkoreansk företagsledare som var styrelseordförande för det multinationella konglomeratet Samsung Group 1987–2008 och 2010–2020. Han var också medlem i den Internationella olympiska kommittén (IOC) mellan 1996 och 2017.
Han var son till Samsungs grundare Lee Byung-chul och far till Samsungs nuvarande vice styrelseordförande Lee Jae-yong. Lee avlade en kandidatexamen i nationalekonomi vid Wasedauniversitetet och en master of business administration vid George Washington University. Den amerikanska ekonomitidskriften Forbes rankade Lee som den rikaste sydkoreanen och världens 68:e rikaste med en förmögenhet på $18,5 miljarder för den 25 augusti 2017.
Den 25 augusti 2017 dömdes hans son Lee Jae-yong mot sitt nekande till fem års fängelse för grova mutbrott, förskingring och ha undangömt finansiella tillgångar utomlands efter att domstol fann honom skyldig till att bland annat ha mutat den dåvarande sydkoreanska presidenten Park Geun-hye med $36 miljoner, för att gynna Samsung som företag rent finansiellt. Lee Kun-hee själv dömdes tidigare, dels 1996 när han fick två års fängelse för att ha mutat två tidigare presidenter, fängelsestraffet blev villkorligt och benådades 1997 av Kim Young-sam och dels 2008 för skytteflykt och olagliga överföringar av sin förmögenhet till sonen Lee Jae-yong och dömdes till tre års villkorlig dom, återbetalning av den skatt han var skyldig den sydkoreanska staten och böter på $94,3 miljoner, trots att åklagaren hade yrkat på sju års fängelse och böter på $351 miljoner. Lee avböjde att överklaga och blev några månader senare benådad av Lee Myung-bak med syftet att låta Lee vara fortsatt medlem inom IOC.
I maj 2014 drabbades Lee av ett slaganfall och hamnade i koma, ett tillstånd som han enligt uppgifter led av fram till sin död även om Samsung förnekade detta.